# Jacksboro (Texas)
Jacksboro è un centro abitato degli Stati Uniti d'America situato nella contea di Jack (di cui è capoluogo) dello Stato del Texas.
La popolazione era di 4.511 persone al censimento del 2010.

## Geografia fisica
Jacksboro è situata a 33°13′24″N 98°09′39″W (33.223355, -98.160845).
Secondo lo United States Census Bureau, ha un'area totale di 6,8 miglia quadrate (18 km²), di cui 5,8 miglia quadrate (15 km²) di terreno e un miglio quadrato (2,6 km², 14.54%) d'acqua.

## Società

### Evoluzione demografica
Secondo il censimento del 2000, c'erano 4.533 persone, 1.382 nuclei familiari e 954 famiglie residenti nella città. La densità di popolazione era di 778,7 persone per miglio quadrato (300,7/km²). C'erano 1.559 unità abitative a una densità media di 267,8 per miglio quadrato (103,4/km²). La composizione etnica della città era formata dall'81,95% di bianchi, il 10,46% di afroamericani, lo 0,57% di nativi americani, lo 0,31% di asiatici, lo 0,02% di isolani del Pacifico, il 5,56% di altre razze, e l'1,13% di due o più etnie. Ispanici o latinos di qualunque razza erano il 10,74% della popolazione.
C'erano 1.382 nuclei familiari di cui il 33,7% aveva figli di età inferiore ai 18 anni, il 53,7% aveva coppie sposate conviventi, l'11,7% aveva un capofamiglia femmina senza marito, e il 30,9% erano non-famiglie. Il 28,4% di tutti i nuclei familiari erano individuali e il 16,3% aveva componenti con un'età di 65 anni o più che vivevano da soli. Il numero di componenti medio di un nucleo familiare era di 2,50 e quello di una famiglia era di 3,06.
La popolazione era composta dal 21,7% di persone sotto i 18 anni, il 13,0% di persone dai 18 ai 24 anni, il 33,1% di persone dai 25 ai 44 anni, il 17,9% di persone dai 45 ai 64 anni, e il 14,3% di persone di 65 anni o più. L'età media era di 35 anni. Per ogni 100 femmine c'erano 139,0 maschi. Per ogni 100 femmine dai 18 anni in giù, c'erano 156,5 maschi.
Il reddito medio di un nucleo familiare era di 30.833 dollari e quello di una famiglia era di 36.759 dollari. I maschi avevano un reddito medio di 26.716 dollari contro i 20.592 dollari delle femmine. Il reddito pro capite era di 13.595 dollari. Circa il 12,2% delle famiglie e il 15,0% della popolazione erano sotto la soglia di povertà, incluso il 16,0% di persone sotto i 18 anni e il 14,4% di persone di 65 anni o più.